# Myší ocásek nejmenší
Myší ocásek nejmenší (Myosurus minimus) je druh rostliny z čeledi pryskyřníkovité (Ranunculaceae), jediný evropský zástupce rodu myší ocásek (Myosurus).

## Popis
Jedná se o jednoletou jednodomou drobnou bylinu, nejčastěji 4–16 cm vysokou, s jednoduchými stonky zakončenými jednotlivým květem. Stonky jsou lysé, listy jsou jednoduché, pouze bazální v přízemní růžici, čárkovité, asi 2–11,5 cm dlouhé. Květy jsou oboupohlavné, jednotlivé. Kališních lístků je 5, asi 1,5–2 mm dlouhé, bílé až zelenavé, na bázi jsou protaženy v nitkovitou ostruhu. Korunních lístků je taky 5, jsou kornoutovité , žluté, naspodu s nektáriovou jamkou. Tyčinek je mnoho. Květní lůžko je nápadně protažené, odtud název, asi 1,6–5 cm dlouhé. Plodem je nažka, nažky jsou uspořádány v souplodí a bývá jich na prodlouženém květním lůžku mnoho, cca 20–180. Počet chromozómů je 2n=16.

## Rozšíření
Myší ocásek nejmenší je rozšířen ve velké části Evropy, kromě úplného severu a jihu, přesahuje do severní Afriky na východ roztroušeně až do střední Asie, dále roste v Severní Americe, Mexiku a v jihovýchodní Austrálii. V České republice to je ustupující druh, je rozšířen od nížin až do podhůří, nejčastěji roste na polích a obnažených dnech rybníků.